# Jerome K. Jerome
Jerome Klapka Jerome (ngày 2 tháng 5 năm 1859 - tháng 6 14, 1927) là một nhà văn và người kể chuyện cười tiếng Anh, nổi tiếng với các truyện tranh Three Men in a Boat (1889).
Các tác phẩm khác bao gồm các bộ sưu tập tiểu luận Idle Thoughts of an Idle Fellow (1886) và Second Thoughts of an Idle Fellow; Three Men on the Bummel, phần tiếp theo của Three Men in a Boat, và một vài cuốn tiểu thuyết khác.

## Đầu đời
Jerome sinh ra ở Caldmore, Walsall, Anh. Ông là con thứ tư của Marguerite Jones và Jerome Clapp (sau này đổi tên thành Jerome Clapp Jerome), một thợ rèn và giáo sư giáo dục, người say mê kiến trúc. Ông có hai chị em, Paulina và Blandina, và một anh trai, Milton, đã chết khi còn nhỏ. Jerome đã được đăng ký là Jerome Clapp Jerome, giống như tên được sửa đổi của cha mình, và Klapka dường như là một biến thể sau này (đặt tên theo tướng Hungary bị lưu đày là Gyorgy Klapka). Gia đình rơi vào tình trạng nghèo khổ do đầu tư tồi vào ngành khai thác mỏ địa phương và những người đòi nợ thường xuyên đến thăm, một trải nghiệm mà Jerome đã mô tả một cách sống động trong cuốn tự truyện My Life and Times (1926).
Chàng trai trẻ Jerome theo học trường ngữ pháp St Marylebone. Anh muốn đi vào chính trị hoặc là một trí thức, nhưng cái chết của cha anh ta khi Jerome 13 tuổi và mẹ anh ta khi anh ta 15 tuổi buộc anh ta phải bỏ học và tìm việc để nuôi sống bản thân. Ông được tuyển dụng tại Đường sắt Luân Đôn và Tây Bắc, ban đầu thu gom than rơi dọc theo đường sắt, và ông ở đó trong bốn năm.